# 1591
- рік темного металевого зайця за Шістдесятирічним циклом китайського календаря.

Відродження •  Реформація •  Епоха великих географічних відкриттів •  Ганза •  Річ Посполита •  Нідерландська революція •  Релігійні війни у Франції

## Геополітична ситуація
Османську державу очолює Мурад III (до 1595). Імператором Священної Римської імперії є Рудольф II (до 1612). Формальний Король Франції Генріх Наваррський не визнаний Католицькою лігою.
Королем Іспанії, Португалії, частини Італії та півдня Нідерландів є Філіп II Розсудливий (до 1598). Північні провінції Нідерландів проголосили незалежність. Північна Італія за винятком Венеціанської республіки належить Священній Римській імперії.
Королевою Англії є Єлизавета I (до 1603). Король Данії та Норвегії — Кристіан IV Данський (до 1648). Король Швеції — Юхан III (до 1592). Королем Богемії та Угорщини є імператор Рудольф II (до 1608).
Королем Речі Посполитої, якій належать українські землі, є Сигізмунд III Ваза.
У Московії править Федір I Іванович (до 1598). Існують Кримське ханство, Ногайська орда. Єгиптом, Тунісом володіють турки. Шахом Ірану є сефевід Аббас I Великий (до 1629).
У Китаї править династія Мін. Значними державами Індостану є Імперія Великих Моголів, Біджапурський султанат, султанат Голконда, Віджаянагара. В Японії триває період Адзуті-Момояма.
Триває підкорення Америки європейцями. На завойованих землях існують віцекоролівства Нова Іспанія та Нова Кастилія. Португальці освоюють Бразилію.

## Події

### В Україні
- Вихід з друку «Адельфотеса» — першого в Україні підручника граматики старослов'янської і грецької мов.
- У грудні почалося повстання Криштофа Косинського.
- Засновано село Житинці (Бердичівський район), письмова згадка про Вікно (Заставнівський район).
- Жмеринка отримала магдебурзьке право.

### У світі
- В Угличі за загадкових обставин загинув царевич Дмитро, син московського царя Івана Грозного. Офіційно він порізав собі горло під час епілептичного припадку, але ходитимуть чутки, що вбивство замовив Борис Годунов.
- 29 жовтня розпочався понтифікат Інокентія IX. Він закінчився зі смертю нового папи через два місяці.
- Англійські кораблі надали допомогу французькому протестантському королю Генріху IV у війні проти католиків.
- Англійський мореплавець і купець Джеймс Ланкастер вирушив у подорож до Ост-Індії.
- У Нідерландах Моріц Оранський відбив у іспанців низку міст, зокрема Зютфен, Девентер, Неймеген.
- Завершилося спорудження мосту Ріальто у Венеції.
- Війська іспанського короля Філіпа II придушили заворушення в Сарагосі.
- В Африці марокканські Саадити розбили імперію Сонгаї, захопили Тімбукту.
- У Тунісі повстали яничари й запровадили самоврядування.
- Могольський падишах Акбар Великий захопив Сінд.
- Султан Голконди Мухаммад Кулі Кутб-шах переніс свою столицю в місто Хайдарабад, де збудував мечеть Чармінар.
- У Японії майстер чайної церемонії Сен-но Рікю вчинив сеппуку на веління правителя Тойотомі Хідейосі.
- Битва біля острова Флореш

## Народились
Див. також: Категорія:Народились 1591
- 17 лютого — Хусепе де Рівера, іспанський гравер і живописець.
- Жерар Дезарг, французький геометр.

## Померли
Див. також: Категорія:Померли 1591